# Steve Pasek
Pour les articles homonymes, voir Pasek.
Steve Pasek, né le 7 mai 1975 à Bad Mergentheim, est un égyptologue, démotiste, historien, philologue classique, coptologue et théologien allemand.

## Formation
Steve Pasek étudie l'histoire ancienne, médiévale, pré moderne et moderne, l'égyptologie, la philologie classique, l'assyriologie, les langues indo-européennes, la théologie catholique et l'indologie à l'université de Wurtzbourg. Il y obtient sa maîtrise universitaire ès lettres (Magister Artium) en histoire ancienne, égyptologie et philologie grecque avec sa thèse Griechenland und Ägypten von 404 bis 331 v. Chr..
Depuis 2002 il se concentre sur des études doctorales en égyptologie à l'université de Wurtzbourg. Il travaille dans le collège Wahrnehmung der Geschlechterdifferenz in religiösen Symbolsystemen (Perception de la diversité des sexes dans la symbolique religieuse), avec la thèse : Hawara. Eine ägyptische Siedlung in hellenistischer Zeit. Sa promotion en tant que docteur ès lettres en égyptologie a lieu en 2005 sous la direction de Karl-Theodor Zauzich.
En 2012 il obtient le docteur ès lettres à l'université de Marbourg en histoire ancienne avec la thèse: Das Fünfkaiserjahr (193/194 n. Chr.).
A l'université de Tubingen il reçoit entre 2015 et 2016 son diplôme d'études supérieures d'histoire, de la langue latine, de la langue grecque, de langue allemande, de langue anglaise et des sciences politiques et son certificat Philosophikum en philosophie. En 2020 il obtient un Master of Arts dans les études indoeuropéennes à l'université d'Iéna.

## Carrière académique
De 2009 à 2012, Steve Pasek travaille comme chercheur postdoctoral à la chaire de théologie biblique : exégèse du Nouveau Testament à l'Institut de théologie catholique de l'université de Vechta,. Durant le semestre d'été 2010 il enseigne en histoire ancienne dans le séminaire d'histoire à l'université d'Osnabrück,. Pendant le semestre d'été 2011 et le semestre d'hiver 2011/2012 il travaille comme enseignant en histoire ancienne dans la branche d'histoire de la culture et des études régionales de l'université de Vechta, où il est responsable du module d'histoire ancienne. Il est par ailleurs de 2009 à 2012 enseignant de grec ancien, d'abord en option puis dans le centre des langues de l'université de Vechta,. Depuis 2011 il donne des cours en études sociales pour les médecins étrangers qui travaillent dans les hôpitaux de Cloppenburg, Emstek et Vechta.

## Publications (sélection)
- (de) Hawara. Eine ägyptische Siedlung in hellenistischer Zeit. 2 volumes (= Altertumswissenschaften / Archäologie vol. 2). Frank & Timme, Berlin, 2007,  (ISBN 978-3-86596-092-4). Google Books.(compte rendu).
- (de) Griechenland und Ägypten im Kontexte der vorderorientalischen Großmächte. Die Kontakte zwischen dem Pharaonenreich und der Ägäis vom 7. bis zum 4. Jahrhundert vor Christus (= Forum Alte Geschichte vol. 1). Meidenbauer, Munich, 2011,  (ISBN 978-3-89975-744-6).
- (de) Demotische und griechische Urkunden aus Hawara in Übersetzung (= Mathemata Demotika. vol. 1, ed. de Steve Pasek). Shaker Verlag, Aix-la-Chapelle, 2012,  (ISBN 978-3-8440-1049-7).
- (de) Die wirtschaftlichen Grundlagen der Gottessiegler und Balsamierer zu Hawara. Der ökonomische Hintergrund eines priesterlichen Milieus im ägyptischen Fajum der Spätzeit und der hellenistischen Zeit. AVM, Munich, 2012,  (ISBN 978-3-86924-364-1).
- (de) Coniuratio ad principem occidendum faciendumque. Der erfolgreiche Staatsstreich gegen Commodus und die Regentschaft des Helvius Pertinax (192/193 n. Chr.). Beiträge zur Geschichte. AVM, Munich, 2013,  (ISBN 978-3-86924-405-1).
- (de) Imperator Caesar Didius Iulianus Augustus. Seine Regentschaft und die Usurpationen der Provinzstatthalter (193 n. Chr.). Beiträge zur Geschichte. AVM, Munich, 2013,  (ISBN 978-3-86924-515-7).
- (de) Bellum civile inter principes. Der Bürgerkrieg zwischen Septimius Severus und Pescennius Niger (193/194 n. Chr.). Beiträge zur Geschichte. AVM, Munich, 2014,  (ISBN 978-3-86924-586-7).
- (de) EPIKOROI. Die hellenischen Söldner zu Abydos. Beiträge zur Geschichte, AVM, Munich, 2014,  (ISBN 978-3-86924-616-1).
- (de) Der Wohnraum und die Gräber der Gottessiegler und Balsamierer zu Hawara. Die Beschaffenheit und Zuordnung der Immobilien im Besitz eines priesterlichen Milieus im ägyptischen Fajum der hellenistischen Zeit. Beiträge zur Geschichte, AVM, Munich, 2015,  (ISBN 978-3-86924-958-2).
- (de) Pharao Amyrtaios und die Mittelmeerwelt: Die Beziehungen zwischen Ägypten, den Griechen und dem Achaimenidenreich im ausgehenden 5. und beginnenden 4. Jh. v. Chr.. Beiträge zur Geschichte, AVM, Munich, 2016,  (ISBN 978-3-86924-977-3).
- (de) Griechen in Ägypten während der Saitenzeit. Hellenische Söldner und Händler in Ägypten während des 7. und 6. Jh. v. Chr.. Dr. Köster, Berlin, 2018,  (ISBN 978-3-89574-943-8).
- (de) Die Notare zu Hawara in der Spätzeit und der hellenistischen Zeit. Die einheimischen und griechischen Schreiber einer Siedlung im ägyptischen Fajum vom 4. bis 1. Jh. v. Chr.. Dr. Köster, Berlin, 2018,  (ISBN 978-3-89574-952-0).
- (de) Das Münzwesen im vorhellenistischen Ägypten. Griechische und einheimische Münzen und ihre Verwendung im Ägypten des 7. bis 4. Jh. v. Chr.. Dr. Köster, Berlin, 2019,  (ISBN 978-3-89574-963-6).
- (de) Die heiligen Tiere zu Hawara während der Spätzeit und der hellenistischen Zeit.Ihre Verehrung und ihre Kultdiener in einer ägyptischen Siedlung im Fajum vom 4. bis 1. Jh. v. Chr.. Dr. Köster, Berlin, 2020,  (ISBN 978-3-89574-984-1).